# Kulturkampf
Kulturkampen leder hit. Tidningen, se Frisindet Kulturkamp. Den svensk-samiska konflikten, se Kulturkampen i Härjedalen

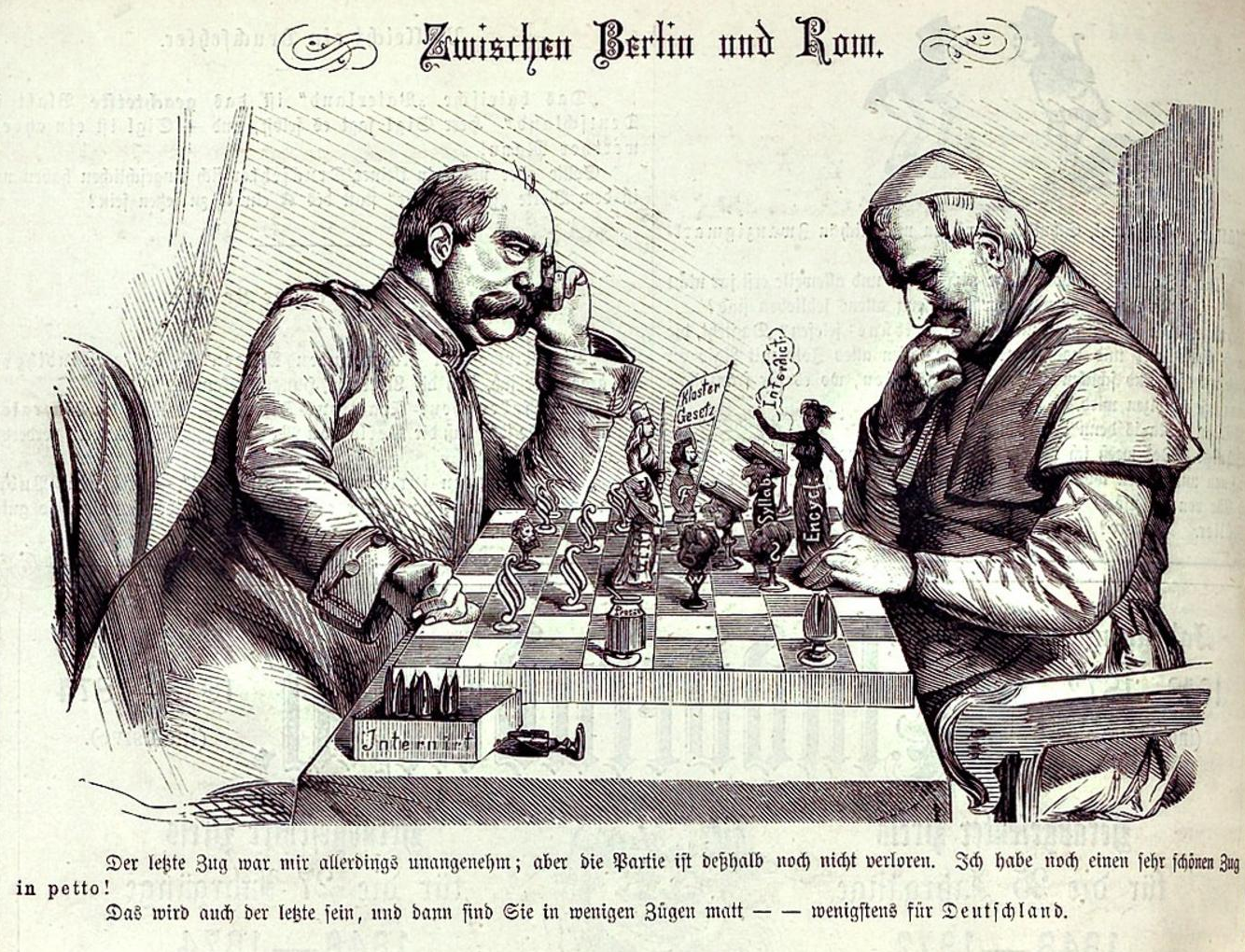
"Mellan Berlin och Rom", med Bismarck till vänster och påven till höger, ur den tyska satirtidningen Kladderadatsch 1875

Kulturkampf (tyska för ’kulturstrid’) eller kulturkampen betecknar de konflikter om förhållandet mellan, den vanligen romersk-katolska, kyrkan och liberala, nationella rörelser som pågick i Europa under senare hälften av 1800-talet. I Sverige åsyftas mest Tysklands politik och officiella hållning till sekularism och Romersk-katolska kyrkan åren 1871–1878, under kanslern Otto von Bismarck men begreppet används även för liknade konflikter i andra stater, exempelvis Schweiz.

## Kejsardömet Tyskland
Under mitten av 1800-talet var katolska kyrkan ännu en viktig politisk makt i Tyskland (se för övrigt Heliga romerska riket av tysk nation). Den påvliga Kyrkostaten stöddes av Frankrike, men upphörde att finnas till som en indirekt följd av Fransk-tyska kriget. Kyrkans ställning var dock alltjämt stark i Bismarcks protestantiska Preussen, och därför sökte Bismarck stödja sekularismen samt minska katolska kyrkans inflytande genom att överta den politiska kontrollen över kyrkliga funktioner.
1871 infördes en paragraf i den tyska straffbalken, kallad Kanzelparagraph, vilken inledde en serie sanktioner mot Katolska kyrkan som Bismarck utfärdade till 1875. För att beteckna denna politik som fördes mot Katolska kyrkan, myntade patologen och den liberala riksdagsledamoten Rudolf Virchow benämningen Kulturkampf den 17 januari 1873 i det preussiska parlamentet (preussiska lantdagen). Eftersom Bismarck fick lida nederlag på grund av sin Kulturkampf, omformade han så småningom sin politik, och efter att påve Pius IX avlidit den 7 februari 1878, inleddes en försoning under den nye påven Leo XIII, då de flesta sanktioner hävdes. Kvar blev emellertid Kanzelparagraph (som ännu gällde till 1953), och borgerliga vigslar.
Kulturkampf betraktas allmänt som diskriminerande sanktioner som riktades mot Katolska kyrkan under Pius IX. Många historiker har också pekat på antipolska element, om Kulturkampf sätts i ett annat sammanhang.

### Översikt
Eftersom Tyska imperiet hade sitt ursprung i Nordtyska förbundet, såg Bismarck anslutningen av de sydliga staterna, där katolicismen är starkare än i norr, som ett möjligt hot mot federationens stabilitet. Spänningen ökade genom 1870 års Vatikankoncilium, som fastslog ofelbarhetsdogmen. Vidare fanns det en betydande katolsk befolkningsgrupp i östra Tyskland, huvudsakligen av polsk etnicitet, i Rhenlandet och i Elsaß-Lothringen. Därtill hade Bismarck grundat denna tyska federation i strid mot det katolska Österrike, där kyrkan hade en ännu starkare ställning än i de områden som nämns ovan. Ett steg i ansträngningen att minska Katolska kyrkans inflytande, var 1871 års tillägg, § 130a, till tyska straffbalken (Strafgesetzbuch). Enligt denna paragraf riskerar präster som diskuterar politik från predikstolen två års fängelse. Paragrafen kallas därför Kanzelparagraph, av tyskans Kanzel, predikstol.
I mars 1872 tvingades religiösa skolor genomgå statlig inspektion, och i juni samma år förbjöds religiösa personer att inneha lärarbefattningar i statliga skolor. Genom de så kallade Falklagarna (efter Adalbert Falk) eller Majlagarna, började staten ta över undervisningen av prästerna, skapade en särskild sekulär domstol för fall som inbegrep präster, och krävde förteckningar och information över alla Kyrkans tjänstetillsättningar. 1872 förbjöds jesuitorden (vilket inte hävdes förrän 1917), och i december bröt Tyskland sina diplomatiska relationer med Vatikanen. 1875 blev vigseln i första hand en borgerlig angelägenhet, och kyrkans roll i detta endast ceremoniell.
Den 13 juli 1874, i staden Bad Kissingen, försökte en man vid namn Eduard Kullmann döda Bismarck med en pistol, men träffade endast en hand. Kullman åberopade Bismarcks kyrkolagar som skäl till mordförsöket.
Bismarcks försök att reglera Katolska kyrkans makt, vilken i politiken representerades av Centerpartiet, var inte framgångsrik. I valet 1874 fördubblades dessa krafters representation i parlamentet. Att hindra socialdemokraterna fick med tiden högre prioritet, varför Bismarck mildrade sina ansatser mot Katolska kyrkan, i synnerhet efter Leo XIII blivit vald till påve 1878. Mot de flertaliga katolska representanterna i parlamentet försökte Bismarck legitimera sitt handlande med att det stora antalet polacker (vilka huvudsakligen är katoliker) i Tyskland, krävde att sådana åtgärder hade vidtagits.
Hos liberaler väckte Kulturkampf entusiasm, men detta på ideologisk grund; Bismarcks egna motiv var mycket mer pragmatiska.

### Kulturkampf i Poznań
Kulturkampf hade en avgörande betydelse i de polskdominerande områdena i Preussen. Under denna tid existerade inte Polen som en stat, utan hade delats mellan Österrike, Preussen (som införlivades i Tyska kejsardömet), och Ryssland. Kampen mot katolicismen skedde samtidigt som en omfattande germanisering ägde rum i de landområden som tidigare ingått i Polen-Litauen. Av den anledningen brukar Kulturkampf förknippas med germanisering, som bland annat tog sig språkliga och kulturella uttryck.
Efter Falklagarna trätt i kraft, började staten stänga de polsktalande skolorna. I stället förespråkades tyskspråkiga skolor. I november 1872 beslutade minister Falk att från och med följande vår skulle all religionsundervisning bedrivas på tyska. Detta väckte protester bland de polska katolikerna och prästerskapet, vilket ökade den våren, då även prästseminarierna togs över av staten, Kyrkans land konfiskerades, klosterordnar upplöstes, och stagdarna om katolikers religionsfrihet i den preussiska grundlagen togs bort. I de polskdominerade delarna blev Kulturkampf i högre grad nationalistisk än i andra delar av Tyskland.
Som svar på protesterna, lät Preussen utfärda repressioner. 185 präster fängslades, och hundratals tvingades gå i landsflykt. Bland de fängslade fanns primaten av Polen, ärkebiskop Mieczysław Ledóchowski.
Frågan om Kulturkampf i första hand var ett utslag av Bismarcks personliga motvilja mot polacker har aldrig riktigt besvarats. Till skillnad från andra delar av Tyskland, upphörde inte Kulturkampf vid slutet av årtiondet i Provinz Posen. Fastän Bismarck slutligen formellt slöt förbund med katolikerna mot socialisterna, upphörde inte germaniseringen i de polskdominerade områdena.

## Schweiz
Redan under 1830-talet syntes konflikter mellan liberala och katolskt-konservativa krafter i Schweiz, exempelvis när kantonen Aargau lät stänga kloster. Dessa konflikter mynnade i Sonderbundkriget och skapandet av den liberala förbundsstaten Schweiz år 1848. Motsättningarna fortsatte dock, starkast i de konfessionellt blandade kantonerna Bern och Genève. De gällde ofta kyrkans inflytande över utbildningsväsendet, liksom förfaranden för tillsättande, befordring och avsättande av präster och biskopar. Konflikterna nådde en höjdpunkt under åren 1871 till 1874 i samband med första vatikankonciliet och en av Pius X år 1873 utgiven encyklika som fördömde Schweiz. Förbundsförfattningen från 1874 uppfyllde de liberala önskemålen civilt begravningsväsende, statligt fastslående av civilstånd och statlig styrning av utbildningsväsendet. Efter 1874 försvagades konflikten i samband med en koncentration på ekonomiska och sociala frågor liksom en flexibilisering inom katolska kyrkan.